# Johann von Reuschenberg

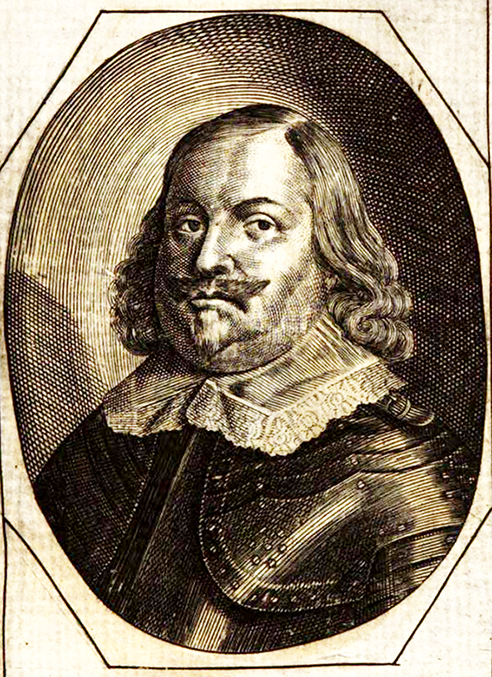
Johannes Ernst Freiherr von Reuschenberg zu Setterich

Johannes Ernst Freiherr von Reuschenberg zu Setterich, besser als Johann von Reuschenberg bekannt (auch Ruischenberg oder Rauschenberg; * auf Burg Setterich, Setterich, getauft 29. März 1603 ebenda; † 31. März 1660 in Köln), war ein bayerischer, später kaiserlicher Offizier, Kriegsrat, Feldmarschall und Diplomat im Dreißigjährigen Krieg.
Als Deutschordensritter entschied er sich für eine militärische Karriere außerhalb seines Ordens. Während des Dreißigjährigen Krieges war er bayerischer Obrist und Kriegsrat sowie bayerischer und anschließend kaiserlicher Feldmarschall. Im Jahr 1651 verließ er den kaiserlichen Dienst und wurde Feldmarschall des Reichsfürsten von Pfalz-Neuburg. Als Oberst-Hofmeister bzw. Statthalter des Herzogs zu Düsseldorf war er maßgeblich an der Gründung des Kurrheinischen Bundes (einem Vorläufer des Rheinischen Bundes) beteiligt und übernahm später das Oberkommando über die Allianztruppen.

## Leben und Wirken

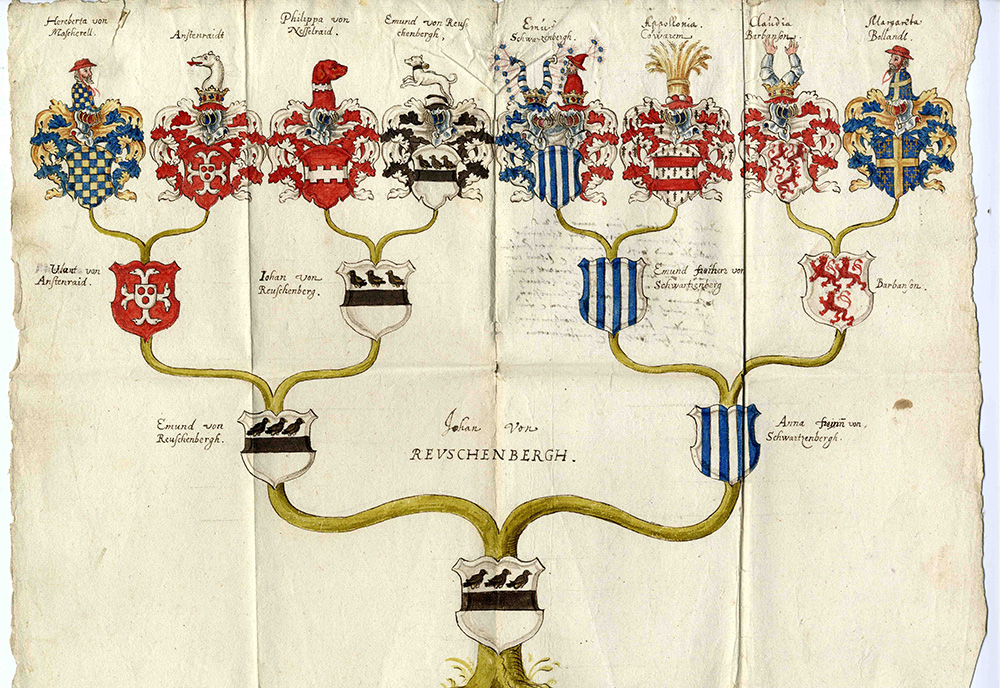
Ahnenprobe von Johannes Ernst von Reuschenberg für den Deutschen Orden

Johannes Ernst von Reuschenberg stammte aus der Linie Setterich des Adelsgeschlechts von Reuschenberg und wurde 1603 als nachgeborener Sohn von Edmund von Reuschenberg und Anna Freiin von Schwarzenberg zu Hohenlandsberg auf Burg Setterich geboren. Seine Mutter war eine Nichte des katholischen Feldmarschalls Graf von Tilly.
Als Jugendlicher schrieb er sich an einer der Kölner Bursen und studierte die Freien Künste. Nach seinem Studium schwor er im Jahr 1625 in Alden Biesen zum Deutschordensritter auf.
Im Zusammenhang mit dem Dreißigjährigen Krieg wurde er erstmals 1632 als Obristlieutenant unter dem Befehl von Oberst Gottfried Huyn von Geleen erwähnt. Dieser war wie Johann von Reuschenberg selbst auch Deutschordensritter. Das Kommando über die Festungsstadt Wolfenbüttel übernahm Reuschenberg von seinem Vorgesetzten spätestens im Jahr 1634. Seine Aufgabe war es die Festung als einzigen namhaften Stützpunkt des Kaisers östlich der Weser zu sichern. Am 31. Dezember 1635 wurde Reuschenberg vom bayerischen Kurfürsten Maximilian I. zum Obristen zu Fuß und zu Ross befördert – eine ungewöhnliche Maßnahme, da einem Obristen üblicherweise nur ein Regiment zugeteilt wurde. 1637 nahm er gemeinsam mit dem Herzog Georg zu Braunschweig und Lüneburg unter dem Oberbefehl von Graf Gallas an der Verfolgung Banérs teil. Der schwedische Oberbefehlshaber konnte allerdings entkommen und zog sich nach Pommern zurück.

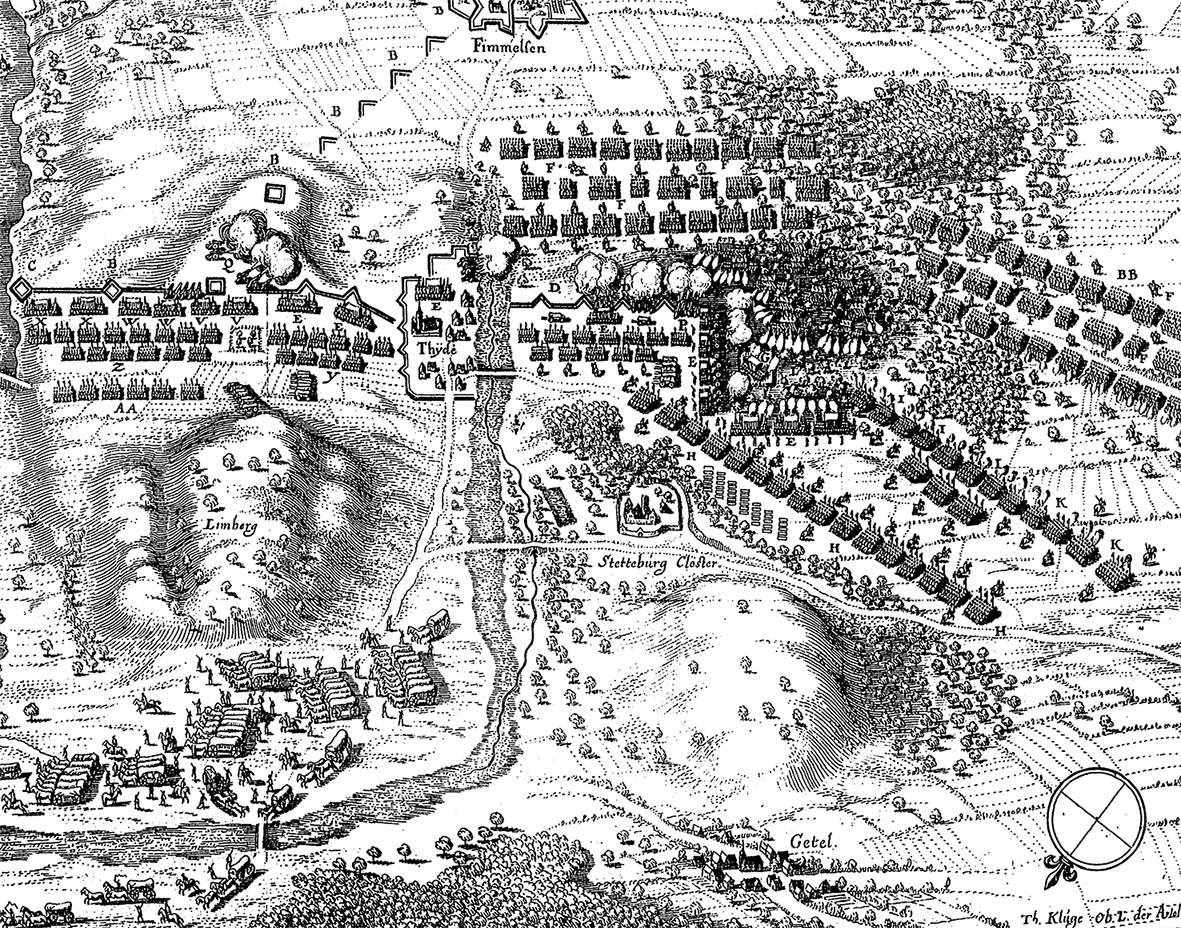
Schlacht nordwestlich von Wolfenbüttel im Jahr 1641

Fast zehn Jahre lang kontrollierte von Reuschenberg Wolfenbüttel mitsamt dem Umland. Dabei wurde er durch Levin Zanner (genannt „Immernüchtern“) unterstützt. Dessen kleine berittene Einheit trieb nicht nur die Kontributionen von den umliegenden Städten und Dörfern ein, sondern überfiel auch immer wieder schwedische Söldner und ihre Verbündeten. Bei einem Aktionsradius von über 100 km waren sie ein ernst zu nehmender Störfaktor. Die Bildung eines fliegenden Corps im größeren Maßstab (wie es bereits vom schwedischen Obrist Königsmarck eingesetzt wurde) lehnte Reuschenberg 1639 als verfrüht ab. Wolfenbüttel wurde im Laufe der Jahre mehrmals vergeblich belagert, so z. B. im Jahr 1641, als durch den sogenannten „Schwedendamm“ die Oker aufgestaut wurde, um die Festungsstadt zu überfluten. Ein Kupferstich aus dem Werk Theatrum Europaeum zeigt, wie die kaiserlichen Truppen am 19. Juni 1641 unter dem Kommando von Reuschenberg die Belagerer nordwestlich der Festungsstadt angreifen. Dabei sollen unmittelbar während dieser Schlacht 2000–3000 Söldner umgekommen sein. Johann von Reuschenberg wurde noch unmittelbar vor dem Angriff zum Generalwachtmeister befördert. Er hielt die Stadt noch zwei weitere Jahre, ehe er Wolfenbüttel auf kaiserlichen Befehl im September 1643 verließ. Aufgrund seiner Verdienste um das Hochstift Hildesheim (die Hildesheimer Frage) wurde ihm und seinen Erben im Jahr 1647 das Amt Vienenburg übertragen.
Für seine Verdienste als Festungskommandant und kaiserlicher Rat, aber auch für seine diplomatischen Dienste, wurde er am 3. September 1639 von Kaiser Ferdinand III. in den Reichsfreiherrenstand erhoben. Damit verbunden war eine Wappenverbesserung. Der quadrierte Wappenschild zeigt in Feld 1 und 4 das Wappen des Hauses Reuschenberg mit den drei Raben über dem Querbalken. Feld 2 und 3 stellt in Schwarz einen silbernen, aufrecht schreitenden Löwen dar. Das Feld ist mit fünf silbernen Herzen belegt. Auf dem Wappenschild zwei gekrönte Helme, welche mit einer schwarz-weißen Helmdecke bedeckt sind. Dem (aus heraldischer Sicht) rechten Helm entspringt ein weißer Windhund mit schwarzem Halsband und einem goldenen Ring. Auf dem linken Helm ein weißer oder silberner, goldgekrönter Löwe, welcher in der rechten Pranke ein Schwert und in der linken einen goldenen Reichsapfel hält.

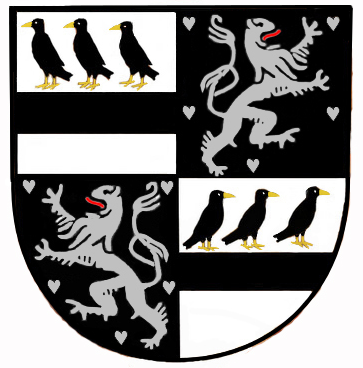
Freiherrlicher Wappenschild

Ab 1643 bis 1645 war Reuschenberg in Verbindung mit dem legendären Reitergeneral Johann von Werth an einer Reihe von Schlachten beteiligt:
- Schlacht bei Tuttlingen am 24. November 1643:

Dieser Überfall war für Reuschenberg die erste Schlacht unter dem Kommando des bekannten Feldmarschalls Franz von Mercy. Er wurde für sehr tapfferes Verhalten gelobt.
- Schlacht bei Freiburg am 26. August 1644:

Im Laufe der Schlacht wurden zunächst zwei Regimenter unter dem Kommando von Reuschenberg fast vollständig vernichtet. Im Zuge der weiteren Kämpfe konnte er innerhalb einer Nacht und unter schwierigsten Bedingungen seine Stellungen mitsamt dem schweren Gerät räumen, ohne dass die Gegenseite etwas bemerkte, obwohl die gegnerischen Linien nur etwa 300 m entfernt waren. Von seinen Vorgesetzten wurde er als vortrefflich und sehr tapfer geschätzt und wurde am 26. August 1644 zum Generalzeugmeister befördert.
- Schlacht bei Jankau am 5. März 1645:

5000 ausgesuchte bayerische Söldner unter dem Kommando von Werth und Reuschenberg unterstützten die kaiserlichen Truppen in der Schlacht bei Jankau. Die Schlacht endete allerdings mit einer vollständigen Niederlage und die beiden Offiziere mussten fliehen.
- Schlacht bei Herbsthausen am 5. Mai 1645:

Nachdem die französischen Truppen bei Herbsthausen nahe Mergentheim lagerten, sah Mercy eine gute Gelegenheit für einen Überraschungsangriff. Bis auf Reuschenberg teilten die Stabsoffiziere dessen Meinung. Er hingegen wollte zunächst auf Verstärkung warten. Während der Schlacht führten die Infanterie-Regimenter unter dem Kommando von Reuschenberg ihren Angriff mit solcher Wucht durch, dass die gegnerischen Truppen nicht standhielten. Wiederum wurde Reuschenberg für seinen Einsatz von dem Kurfürsten Maximilian I. ausdrücklich gelobt.
- Schlacht bei Alerheim am 3. August 1645:

Als während der verlustreichen Schlacht von Alerheim der bayerische Generalfeldmarschall Mercy fiel, waren auch zwei weitere Generäle nicht verfügbar: Geleen war kurz zuvor gefangen genommen worden und Werth hatte sich weit von seiner ursprünglichen Position entfernt, um mit seinen berittenen Einheiten eine Attacke hinter die feindlichen Linien durchzuführen. Reuschenberg übernahm als dienstältester Offizier das Kommando im Zentrum der Schlacht und konnte eine vernichtende Niederlage gerade noch verhindern.
Nach der Schlacht übertrug der bayerische Kurfürst das Oberkommando zunächst Werth und Reuschenberg gemeinsam, wobei er gerne letzterem den Oberbefehl übergeben hätte. Da Reuschenberg aber einen niedrigeren Rang als der (darüber hinaus auch noch dienstältere) Reitergeneral hatte, wurde das Amt des Generalfeldmarschalls schließlich Geleen übergeben, um Werth nicht zu brüskieren.
Die Lage wurde nach dem Einfall der schwedisch-französischen Truppen in Oberbayern unhaltbar, daher versuchte Maximilian I. im Jahr 1647 einen Waffenstillstand zu erreichen. Als bayerischer Hauptunterhändler war es Reuschenberg, der, gemeinsam mit zwei weiteren Räten, den Waffenstillstand von Ulm für den Kurfürsten verhandelte.
So wie die meisten bayerischen Offiziere war auch Reuschenberg gegen den Waffenstillstand, den er auf ausdrücklichen Befehl des Kurfürsten hin verhandelte. Werth entschloss sich schließlich heimlich die bayerischen Truppen dem Kaiser zuzuführen. Das konnte nur gelingen, wenn sich auch die anderen Offiziere der Meuterei anschlossen. Das galt insbesondere für Reuschenberg. Dieser fühlte sich aber auch dem Kurfürsten verpflichtet und entzog sich dieser für ihn schwierigen Situation, indem er für mehrere Wochen ins Rheinland reiste.
Trotzdem wurde die Beziehung zum Kurfürsten in der Folge immer schwieriger: So wurde ihm zwar im Juli 1647 der Sold verweigert, dennoch wurde er nur wenige Wochen später zum Feldmarschall ernannt. Diese Ernennung wurde allerdings im Dezember wieder zurückgenommen. Nur einen Monat später wurde er dann wieder als Feldmarschall eingesetzt – allerdings ohne Kommando. Reuschenberg wurde das zu viel und er wechselt daraufhin zur kaiserlichen Armee. Nach der Schlacht bei Zusmarshausen und dem Tod des kaiserlichen Feldmarschalls von Holzappel im Jahr 1648 übernahm Reuschenberg für kurze Zeit als stellvertretender kaiserlicher Generalfeldmarschall das Oberkommando über die vereinigte kaiserlich-bayerische Armee für den Feldmarschall Piccolomini. Nachdem es gelang die französisch-schwedischen Truppen zurückzudrängen, kam es am 6. Oktober des Jahres in der Schlacht bei Dachau zu einem letzten großen Zusammentreffen der feindlichen Armeen. Hier kämpften zum letzten Mal Reuschenberg und Werth Seite an Seite.
Nach Kriegsende übernahm Reuschenberg ein Kommando in Preßburg (heute Bratislava). Später war er Kommandant von Graz und übernahm die Auflösung der Regimenter. Er verließ den kaiserlichen Dienst und wurde 1651 Feldmarschall des Pfalzgrafen von Pfalz-Neuburg, der gleichzeitig Herzog von Jülich-Berg war.
Johann von Reuschenberg wurden als Offizier und Kriegsrat auch diplomatische Aufgaben übertragen. So korrespondierte er bis 1643 mit dem Kaiser und den Kurfürsten des Reiches, um diese über die jeweilige Situation vor Ort zu informieren, und führte über Jahre und ohne längere Unterbrechungen Verhandlungen mit den welfischen Fürsten. 1643 war er maßgeblich an den Goslarer Friedensverhandlungen beteiligt, die einen wichtigen Schritt zur Lösung der Hildesheimer Frage darstellten. Die Lösung dieses Konfliktes gehörte zu den großen Fragen des Dreißigjährigen Krieges. Im Jahr 1647 war er der Hauptunterhändler der bayerischen Partei und verhandelte den Waffenstillstand von Ulm, obwohl er diesen für einen schweren Fehler hielt. In einem Brief an den Generalleutnant Matthias Gallas schrieb er: (Ich) für meine Person möchte wünschen, dass ein anderer an meiner stell zu disen tractaten were deputirt worden. Nach Ende des großen Krieges war er wesentlich an der Gründung des Kurrheinischen Bundes beteiligt, der in der Folge zur Gründung des Rheinischen Bundes führte.
Im Jahr 1660 starb er nach schwerer Krankheit, möglicherweise nach falscher Behandlung eines Hühnerauges, in Köln. Als Deutschordensritter war er zur Ehelosigkeit verpflichtet und hinterließ daher – soweit bekannt – keine Nachkommen. Als Universalerben setzte er Alexander Ambrosius Freiherr von Reuschenberg zu Setterich (den ältesten Sohn seines Neffen Jobst Edmund) ein.

## Familie
Reuschenberg war zwei Mal verheiratet.
Aus der 1648 mit Katharina Maria Antonia Freiin von Virmont, Tochter des Generalfeldwachtmeisters Johann, entstammten:
- Karl Albrecht (* 1634; † 1709)
- Unbekannter Sohn, Domherr zu Hildesheim und Münster

Aus der Ehe mit Maria Ernestine Freiin von Closen entstammten:
- Maria Philippine Ernestine (* 1658; † 14. September 1717 oder 26. Dezember 1735), Dame des Sternkreuzordens, heiratete zwei Mal: (1.) 1686 Franz Friedrich Freiherr von Andlern, Reichshofrat; (2.) 1706 Rudolf Christoph Graf von Witten, Kreishauptmann in Olmütz.

## Bedeutung
Johannes Ernst von Reuschenberg qualifizierte sich in seiner Zeit in Wolfenbüttel (bis 1643) sowohl als militärischer Führer als auch als Ratgeber und Diplomat. In der einzigen dokumentierten Schlacht während dieser Zeit, in der er allein das Kommando führte, zeigte er Mut und Entschlossenheit, aber auch eine Gnadenlosigkeit, die selbst seine Gegner überraschte. In den Schlachten ab 1643 zeigte es sich, dass er und Werth sich sehr gut ergänzten. Während der Reitergeneral eher spontan handelte und dabei ein hervorragendes taktisches Geschick bewies, war Reuschenberg das beharrende Element. Dabei zeigte er sich auch heiklen Situationen gewachsen. Seine taktischen und strategischen Fähigkeiten lassen sich besonders gut für das Jahr 1648 aufzeigen, als er einen Brückenkopf bei Vilshofen an der Donau sichern musste. Umsichtig und klug versuchte er dabei seine Truppen zu schonen, um einem möglichen Angriff standhalten zu können.
Im Gegensatz zu Werth galt er als hochmütig und war daher bei den Truppen unbeliebt – in entscheidender Nachteil, wenn es darum ging kämpfende Einheiten zu motivieren. Insgesamt war Reuschenberg jedoch ein fähiger und erfahrener Offizier, dessen Zuverlässigkeit über das übliche Maß hinausging. So gehörte er zu den Wenigen, die Werth nach seiner Meuterei gegen den bayerischen Kurfürsten noch die Treue hielten.

## Hinweis
Die Biografie Reuschenbergs in der Allgemeinen Deutschen Biographie (Bernhard von Poten: Reuschenberg, Johann von. In: Allgemeine Deutsche Biographie (ADB). Band 28, Duncker & Humblot, Leipzig 1889, S. 296–298.) basiert im Wesentlichen auf einer Kurzbiografie aus dem bekannten Geschichtswerk Rheinischer Antiquarius von Christian von Stramberg.